# 김기현 (1959년)
김기현(金起炫, 1959년 2월 21일~)은 대한민국의 판사 출신 법조인, 정치인이다. 제17·18·19·21·22대 국회의원이다. 민선 6기 울산광역시장(2014. 7.~2018. 6.), 국민의힘 당대표(2023. 3.~2023. 12.)를 지냈다.

## 학력
- 부산양정국민학교 졸업
- 부산중앙중학교 졸업
- 1977년 부산동고등학교 졸업
- 1981년 서울대학교 법과대학 법학 학사
- 1990년 서울대학교 대학원 법학 석사

## 경력
- 제25회 사법시험 합격(사법연수원 15기 수료
- 1989년 대구지방법원 판사
- 1991년 부산지방법원 울산지원 판사
- 1993년 변호사 개업
- 울산광역시 고문변호사
- 변호사 김기현·여봉수 법률사무소 대표변호사
- 울산 YMCA 이사장
- 울산 종합자원봉사센터 이사장
- 2003년~2004년: 한나라당 부대변인, 인권위원
- 2004년 4월 15일 대한민국 제17대 국회의원 선거 당선(울산 남구 을, 한나라당, 초선)
- 2004년~2012년: 한나라당 울산광역시당 남구 을 당원협의회 위원장
- 2008년 4월 9일 대한민국 제18대 국회의원 선거 당선(울산 남구 을, 한나라당, 재선)
- 2012년 4월 11일 대한민국 제19대 국회의원 선거 당선(울산 남구 을, 새누리당, 3선)
- 2012년~2014년: 새누리당.울산광역시당 남구 을 당원협의회 위원장
- 2014년 6월 4일 제6회 전국동시지방선거 당선(민선 6기, 울산광역시장, 새누리당, 초선)
- 2014년 7월~2018년 6월: 제6대 울산광역시장(민선 6기, 새누리당→자유한국당, 초선)
- 제11대 전국시도지사협의회 부회장
- 2019년 6월: 자유한국당 신정치혁신특별위원회 부위원장 겸 당혁신소위원회 위원
- 2019년 9월: 자유한국당 울산광역시당 상임고문
- 2020년 3월~2020년 4월: 제21대 국회의원 선거 미래통합당 중앙선거대책위원회 부산·울산·경남 권역별선대위원장
- 2020년 3월~2020년 4월: 제21대 국회의원 선거 미래통합당 울산광역시당 대한민국 바로잡기 선거대책위원회 공동선거대책위원장
- 2020년 4월 15일 대한민국 제21대 국회의원 선거 당선(울산 남구 을, 4선)
- 2020년 6월 ~ 2020년 9월: 미래통합당 울산광역시당 남구 을 당원협의회 위원장
- 2020년 7월: 미래통합당 이인영 통일부장관 후보자 청문자문단 자문위원
- 2020년 9월: 국민의힘 포털공정대책 특별위원회 위원장
- 2020년 9월~: 국민의힘 울산광역시당 남구 을 당원협의회 위원장
- 2020년 9월: 국민의힘 호남 동행 국회의원 발대식 명예의원(전라남도 목포시)
- 2021년 3월~2021년 4월: 2021년 재보궐선거 국민의힘 중앙선거대책위원회 부산동행 공동부위원장
- 2021년 3월~2021년 4월: 2021년 재보궐선거 국민의힘 부산광역시당 부산광역시장 보궐선거 선거대책위원회 정치공작저지특별위원회 위원장
- 2021년 3월~2021년 4월: 2021년 재보궐선거 국민의힘 부산광역시당 부산광역시장 보궐선거 선거대책위원회 공동 선거대책위원장
- 2021년 4월~2022년 4월: 국민의힘 원내대표
- 2021년 4월~2021년 6월: 국민의힘 당대표 권한대행
- 2021년 4월~2021년 6월: 국민의힘 비상대책위원
- 2021년 9월~2022년 1월: 제20대 대통령 선거 국민의힘 대선공약개발단 '시민소리 혁신정책회의' 공동의장
- 2021년 11월~2022년 1월: 제20대 대통령 선거 국민의힘 윤석열 대통령 후보 선거대책위원회 중앙선거대책위원회 선거대책위원장단 공동선거대책위원장
- 2021년 12월~2022년 3월: 제20대 대통령 선거 국민의힘 울산을 살리는 선거대책위원회 선거대책위원장단 총괄선거대책위원장
- 2022년 1월~2022년 3월: 국민의힘 대장동 개발 비리 특혜 의혹 의문사진상규명위원회 위원장
- 2022년 2월~2022년 3월: 국민의힘 공명선거·안심투표 추진위원회 위원장
- 2022년 5월~2022년 6월: 제8회 전국동시지방선거 국민의힘 시민이 힘나는 선거대책위원회 공동선거대책위원장
- 2023년 3월~2023년 12월: 국민의힘 당대표
- 2023년 3월~2023년 12월: 여의도연구원 이사장
- 2023년 5월: 국민의힘 청년정책네트워크 특별위원회 위원장
- 2023년 8월~2023년 10월: 국민의힘 인재영입위원장
- 2024년 3월~2024년 4월: 제22대 국회의원 선거 6+1 국민승리 국민의힘 울산광역시당 선거대책위원회 선대위원장
- 2024년 4월 10일 대한민국 제22대 국회의원 선거 당선(울산 남구 을, 5선)
- 2024년 6월~2024년 7월: 국민의힘 정책위원회 산하 시급한 민생 현안 해결을 위한 에너지특별위원회 위원
- 2024년 6월~2024년 7월: 국민의힘 정책위원회 산하 시급한 민생 현안 해결을 위한 저출생대응특별위원회 위원
- 아시아인권의원연맹 회장
- 한국아동·인구·환경 의원연맹 고문
- 2024년 9월~: 국민의힘 호남동행 국회의원 발대식 명예의원(전라남도 목포시)
- 2025년 5월~: 국민의힘 중앙선거대책위원회 공동선거대책위원장
- 2025년 5월~2025년 6월: 제21대 대통령 선거 국민의힘 김문수 대통령 후보 울산 선거대책위원회 총괄선거대책위원장
- 2025년 5월~2025년 6월: 제21대 대통령 선거 국민의힘 김문수 대통령 후보 공동 선거대책위원장
- 2025년 5월~2025년 6월: 국민의힘 이재명 방탄 독재 저지 투쟁위원회 위원

## 의정 활동
- 2004년 5월 30일~2014년 5월 15일: 제17·18·19대 국회의원(울산 남구 을, 한나라당→새누리당, 3선)
- 국회 국회운영위원회 위원
- 국회 산업자원위원회 간사
- 국회 행정자치위원회 위원
- 국회 여성가족위원회 위원
- 국회 예산결산특별위원회 위원
- 국회 정치관계법특별위원회 위원
- 국회 지식경제위원회 간사
- 한나라당 원내부대표
- 한나라당 원내수석부대표
- 한나라당 제1정책조정위원장
- 한나라당 제4정책조정위원장
- 한나라당 대변인
- 한나라당 중앙교육원 원장
- 국회 국토해양위원회 위원
- 국회 국토해양위원회 간사
- 국회 국토해양위원회 위원장
- 한나라당 정책위원회 부의장
- 새누리당 정책위원회 부의장
- 새누리당 정책위원회 의장

- 2020년 5월 30일~: 제21·22대 국회의원(울산 남구 을, 미래통합당→국민의힘, 5선)
- 국회 외교통일위원회 위원
- 예산결산특별위원회 위원
- 국민통합포럼 구성의원
- 국회 정보위원회 위원
- 국회 정보위원회 청원심사소위원회 위원
- 국회 운영위원회 위원
- 국회 정무위원회 위원
- 국회 외교통일위원회 위원
- 국회 국방위원회 위원
  - 국회 국방위원회 예산결산심사소위원회 위원
- 한-EU 의회외교포럼 공동회장
- 국회 외교통일위원회 위원
  - 제22대 국회 전반기 외교통일위원회 청원심사소위원회 위원
- 국회 국방위원회 위원
- 국회 행정안전위원회 위원
- 대한민국 미래혁신포럼 대표의원
- 국회인구전략포럼 2.0 구성의원
- 2025 APEC(아시아태평양경제협력체) 정상회의 지원 특별위원회 위원장

## 수상
- 2004년~2010년 7년 연속 국정감사 우수의원(NGO 모니터단 선정)
- 2004년, 2006년 바른사회시민회의 선정 국정감사 우수의원
- 2006년, 2007년 국회 선정 입법우수의원
- 2006년 한나라당 선정 국정감사 우수의원
- 2007년 한나라당 모범의정상 수상
- 2011년 우수 국회의원연구단체 시상식 우수상
- 2011년 제18대 국회 대한민국 헌정대상
- 2011년 제3회 화학산업의 날 명예화학산업인상
- 2013년 NGO모니터단 선정 국정감사 모범위원
- 2013년 법률소비자연맹 대한민국 헌정대상

## 저서

### 공저
- 《87체제를 넘어 새로운 대한민국》, 양문출판사(2025) ISBN 9791198670267

## 논란

### 정치후원금 편법수수 의혹
건설회사로부터 쪼개기 방식으로 수천만 원의 정치자금을 수수한 의혹이 있어 논란이 되고 있다. 건설업자는 김기현 시장의 요청으로 회사 직원들과 부인의 명의를 빌려 수백만 원씩 나눠 김기현 시장의 국회의원 시절 후원회 계좌에 입금하였다고 하였으며 이에 김기현 시장은 후원금을 관리하는 통장에 건설업자가 송금한 사실은 맞지만 자신은 모르는 일이었다고 답변하였다.

## 역대 선거 결과
|  | 45.57% |

|  | 62.00% |

|  | 56.58% |

|  | 65.42% |

|  | 40.07% |

|  | 58.48% |

|  | 56.22% |

## 소속 정당
| 소속 정당 | 소속 정당  | 소속 기간 | 비고      |
| --------- | ---------- | --------- | --------- |
|           | 한나라당   | 2003~2012 | 정계 입문 |
|           | 새누리당   | 2012~2017 | 당명 변경 |
|           | 자유한국당 | 2017~2020 | 당명 변경 |
|           | 미래통합당 | 2020      | 합당      |
|           | 국민의힘   | 2020~현재 | 당명 변경 |

## 같이 보기
- 남구 을 (울산)
- 울산 남구의 국회의원
- 울산광역시장